# Raspano
Raspano (Raspàn in friulano) è una frazione del comune di Cassacco, in provincia di Udine, in Friuli-Venezia Giulia.

È una delle quattro frazioni del comune assieme a Conoglano, Martinazzo e Montegnacco.

## Geografia fisica
L'abitato si trova nella zona nord-occidentale del territorio comunale, distante 3,35 km dal capoluogo Cassacco percorrendo la SP 57. Si trova, inoltre, a poca distanza in direzione est dal capoluogo del comune di Treppo Grande.
Come le altre 3 frazioni del comune anche Raspano sorge su una collina, facendo sì che si trovi in posizione sopraelevata rispetto alla circostante pianura veneto-friulana.
Il centro abitato è raggiungibile da diverse strade, con le principali che si diramano a poca distanza fra loro dalla Strada statale 13 Pontebbana. Altre strade permettono di raggiungere il paese dal comune di Bueriis e da quello di Treppo Grande, oltre che dalle altre frazioni del comune di Cassacco.

## Storia
L'abitato si sviluppò inizialmente attorno alla chiesa parrocchiale, le cui origini risalgono al Basso Medioevo; la prima documentazione scritta del centro risale all'anno 1000, nella quale è segnalato che «la comunità di Raspano nel temporale e nello spirituale è soggetta al Capitolo di Aquileia».
Durante il XV secolo Raspano è nominato Comune di prima investitura, ma la giurisdizione religiosa è già sotto il controllo della chiesa di Cassacco. Numerose furono le battaglie legali degli abitanti per chiedere che la parrocchia ottenesse l'indipendenza, e tra queste si ricorda una documentazione inviata al Dogi della Repubblica di Venezia il 19 gennaio 1792.
Il territorio fu colpito pesantemente dagli eventi bellici della prima guerra mondiale, durante la quale si contarono 22 caduti, tutti ricordati dal monumento ai caduti. Alcune testimonianze affermano che si tratta del primo monumento ai caduti di guerra edificano in Friuli.
Nella seconda guerra mondiale il paese rischiò di essere completamente distrutto da un incendio, a causa delle ritorsioni della Wehrmacht contro i partigiani del luogo. L'unica casa ad andare effettivamente a fuoco fu quella della famiglia di Luigi Antonio Tami nel 1944.
Il paese si trovò nella zona più colpita dal terremoto del Friuli del 1976 ma, nonostante la vicinanza all'epicentro, il sisma provocò danni contenuti. Crollarono pochi edifici, tra i quali la canonica situata nelle immediate vicinanze della chiesa e l'edificio che ospitava i locali scolastici; sui luoghi l'amministrazione civica ha deposto delle targhe commemorative in lingua friulana.

## Monumenti e luoghi d'interesse
- La Chiesa di San Marco: l'attuale edificio risale al XIX secolo, eretto sul luogo nel quale sorgeva l'antica chiesa tardo medievale. I lavori di ricostruzione iniziarono nel 1867 e si completarono nel 1874, la sua consacrazione è, invece, del 1889.[4] Sulla facciata è presente un mosaico raffigurante Marco evangelista e l'omonimo leone. Fino al 1950 sul tetto della chiesa era presente un piccolo campanile, denominato "la nape".
- Il Campanile di San Marco: in sostituzione delle precedenti campane venne costruito un campanile, il cui finanziamento consistette nelle donazioni degli abitanti raccolte tra gli anni quaranta e gli anni cinquanta. L'opera è stata edificata su progetto di Arduino Berlam, e la sua inaugurazione avvenne il 3 febbraio 1952.[4]
- La torbiera Cichinot: area naturalistica di rilevante interesse dal punto di vita ambientale.

## Galleria d'immagini

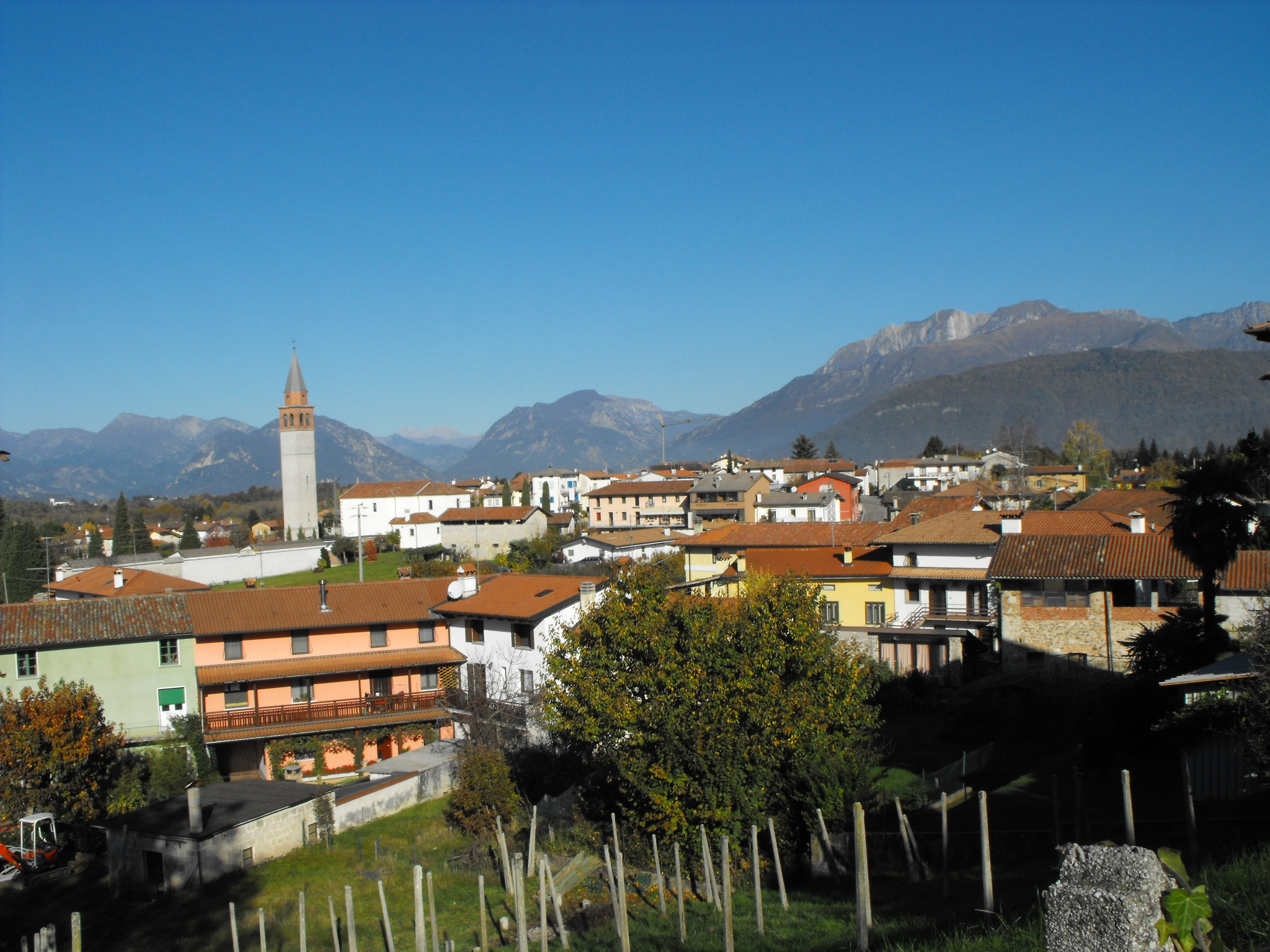
Panorama di Raspano
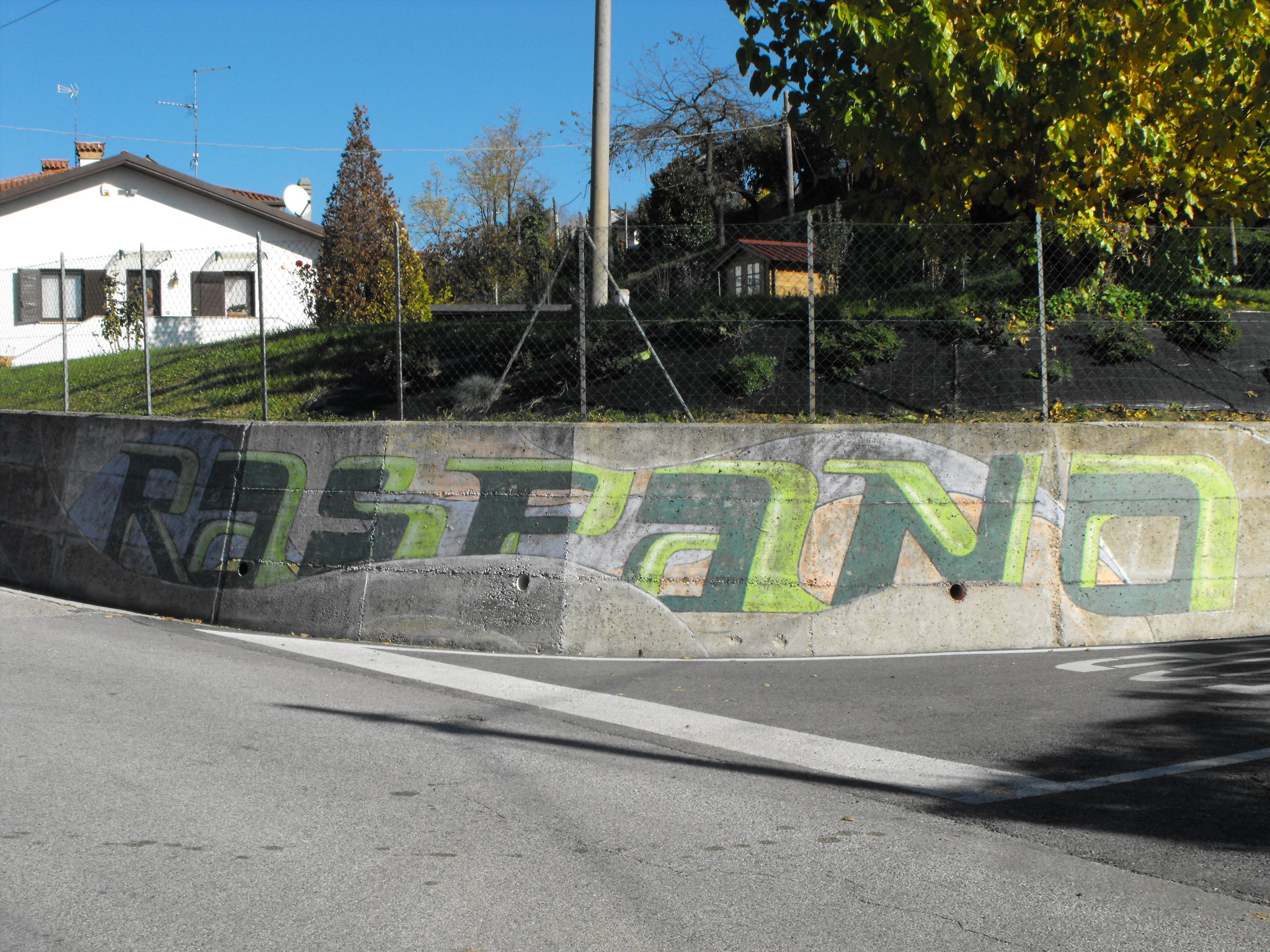
Graffito all'ingresso del paese
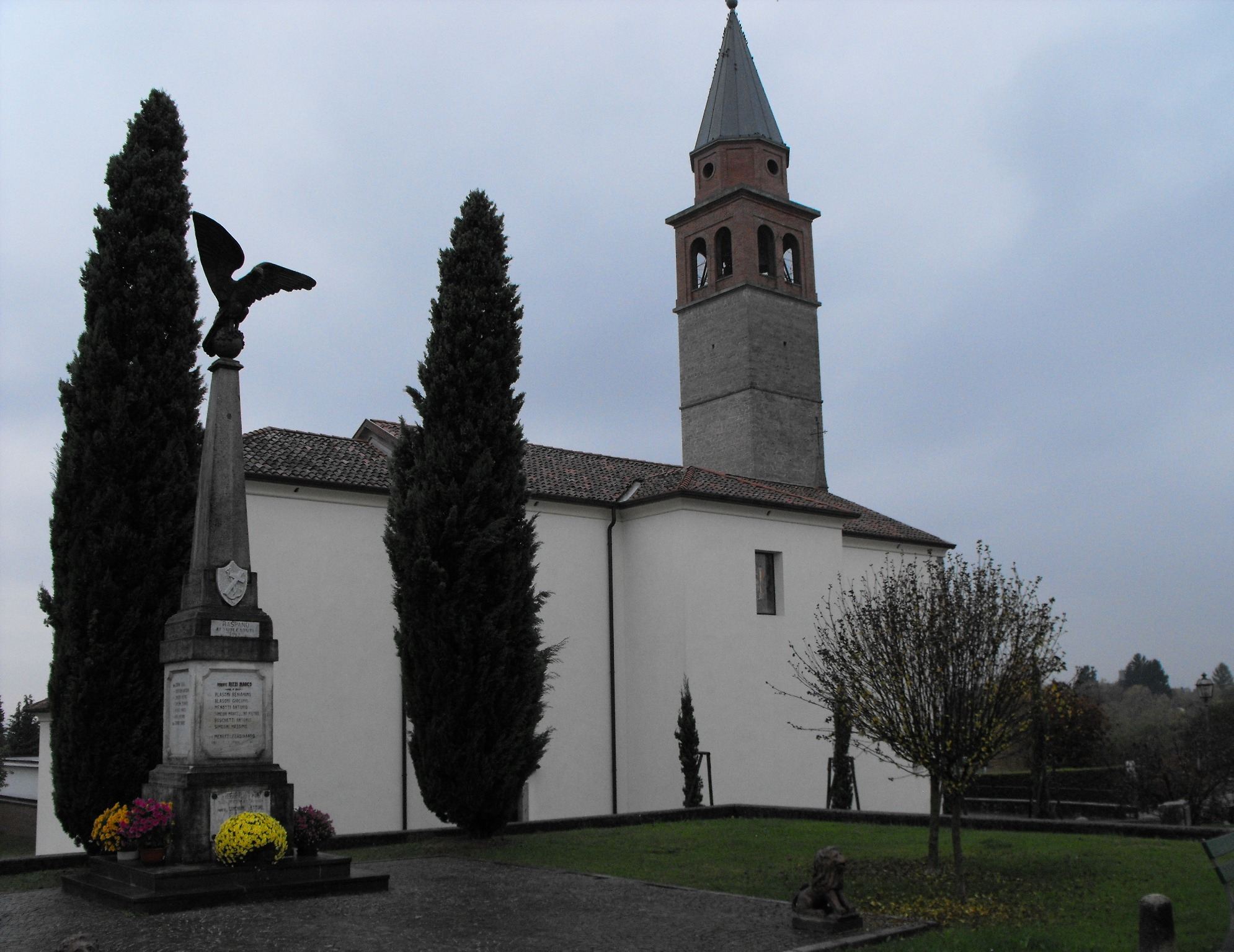
Chiesa di San Marco e monumento ai caduti
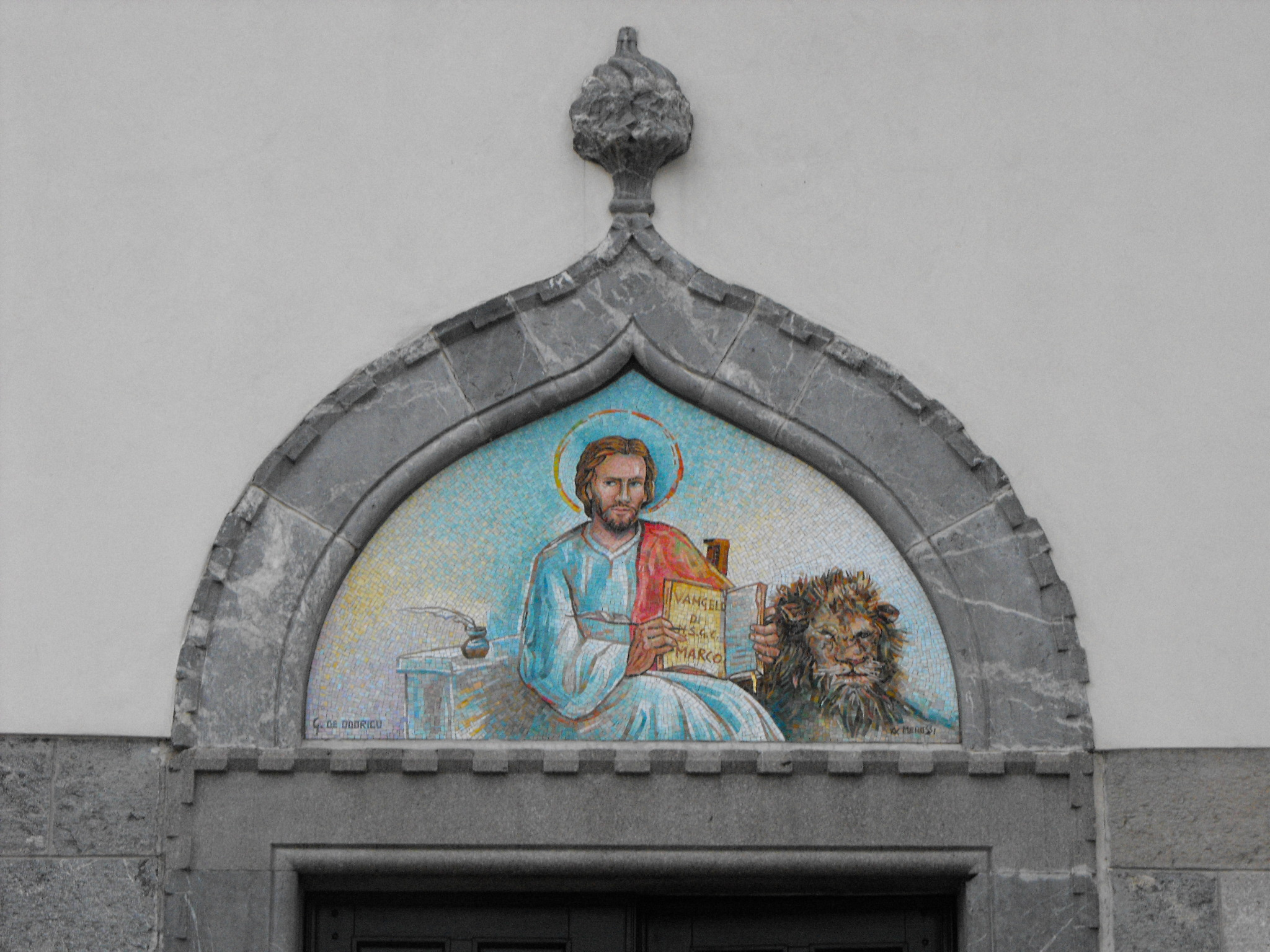
Mosaico della chiesa (op. G. De Odorico)
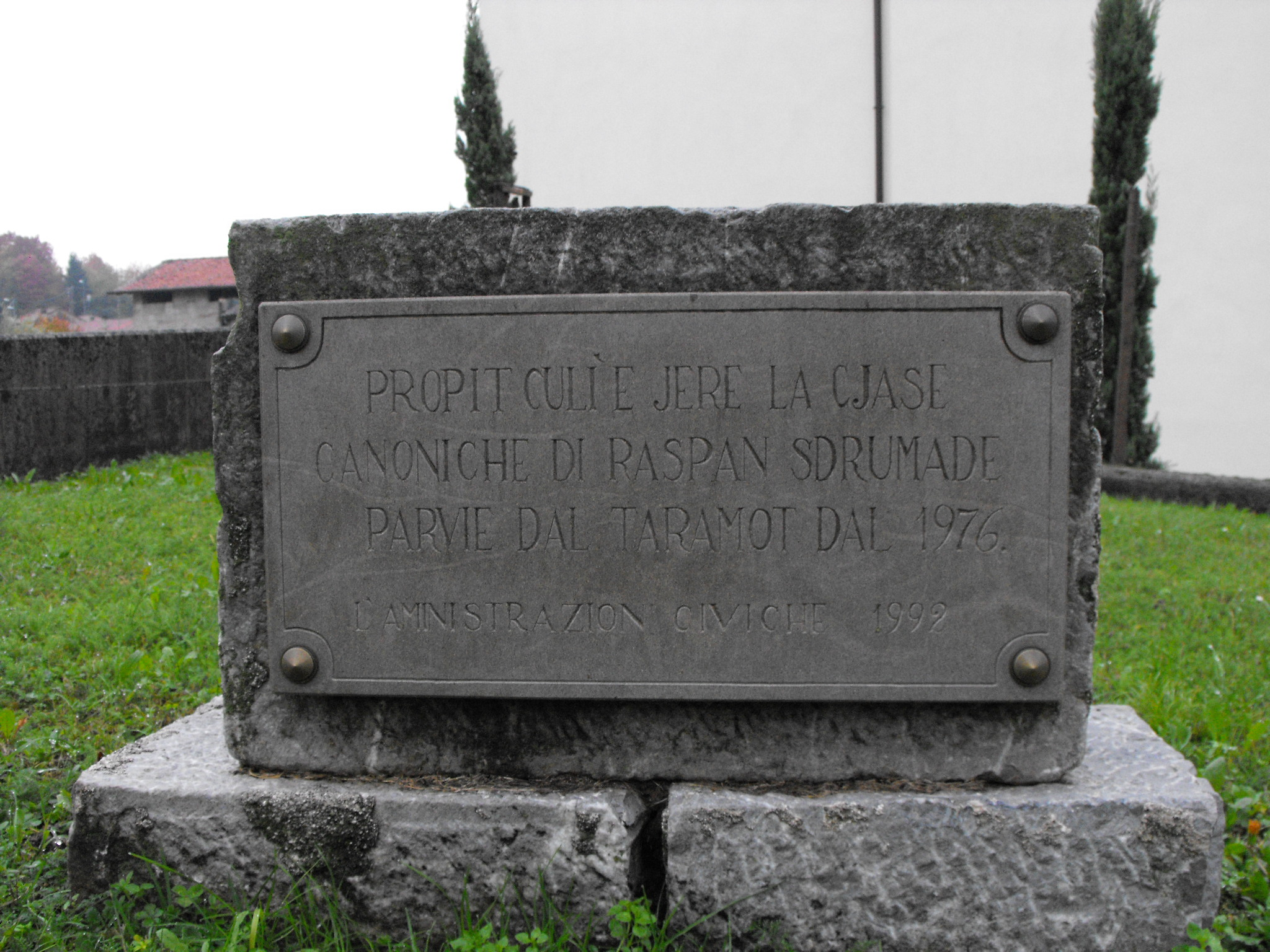
Targa commemorativa della canonica